# ビルサ・ムンダ国際ホッケースタジアム
ビルサ・ムンダ国際ホッケースタジアムは、インドオリッサ州にあるホッケースタジアム。
2023年1月に完成し、座席数最多のホッケースタジアムとして、2023年にギネス世界記録に認定された。

## 概要
2023年1月に開催された第15回男子ホッケー・ワールドカップの会場として建設された。座席数は21,800席。
名称はムンダ族の自由戦士であるビルサ・ムンダにちなんでいる。